# Norská ženská florbalová reprezentace
Norská ženská florbalová reprezentace je národní florbalový tým Norska.
Tým se zúčastnil všech dosavadních mistrovství světa i Evropy. Norsko získalo dvě třetí místa na mistrovstvích světa v letech 1997 a 2001 a druhé místo na jediném Mistrovství Evropy v roce 1995.
V medailovém pořadí se tak tým dělí o čtvrté místo s Českem, za třetím Švýcarskem. Po sedmém a jedenáctém místě na posledních dvou šampionátech v letech 2021 a 2023 je devátým týmem žebříčku IFF (za Dánskem a před Německem).

## Bilance s Českem
K listopadu 2023 vyhrálo Norsko čtyři z dosavadních 14 zápasů proti české reprezentaci. Naposledy zvítězily ve třetím z trojice přípravných zápasů konaných v Liberci a Praze v roce 2005, poté co zároveň v předchozích dvou poprvé prohrály.
Na mistrovstvích světa se Norsko s Českem střetlo celkem sedmkrát, vždy v základní skupině. Na prvních třech šampionátech v letech 1997 až 2001 zvítězili Norky, po té již ale vždy jen Češky, poprvé v roce 2009 a naposledy počtvrté v roce 2017.

## Umístění

### Mistrovství Evropy
| Turnaj | Místo     | Umístění | Rozhodující zápas |
| ------ | --------- | -------- | ----------------- |
| 1995   | Švýcarsko | 2.       | Švédsko 2 : 8     |

### Mistrovství světa
| Turnaj | Místo     | Umístění | Rozhodující zápas |
| ------ | --------- | -------- | ----------------- |
| 1997   | Finsko    | 3.       | Švýcarsko 4 : 3pn |
| 1999   | Švédsko   | 4.       | Švédsko 1 : 5     |
| 2001   | Lotyšsko  | 3.       | Švýcarsko 4 : 3   |
| 2003   | Švýcarsko | 4.       | Finsko 2 : 4      |
| 2005   | Singapur  | 4.       | Švédsko 1 : 15    |
| 2007   | Dánsko    | 8.       | Rusko 2 : 3       |
| 2009   | Švédsko   | 7.       | Polsko 6 : 5pn    |
| 2011   | Švýcarsko | 5.       | Polsko 5 : 4pn    |
| 2013   | Česko     | 6.       | Lotyšsko 3 : 4pp  |
| 2015   | Finsko    | 9.       | Dánsko 2 : 0      |
| 2017   | Slovensko | 8.       | Polsko 3 : 12     |
| 2019   | Švýcarsko | 9.       | Dánsko 3 : 2      |
| 2021   | Švédsko   | 7.       | Dánsko 3 : 2pp    |
| 2023   | Singapur  | 11.      | Singapur 13 : 1   |